# 11 Dywizja Zmechanizowana (Bundeswehra)
11 Dywizja Zmechanizowana (niem. 11. Panzergrenadierdivision) – zmechanizowany związek taktyczny Bundeswehry.
W okresie zimnej wojny dywizja  wchodziła w skład 1 Korpusu Armijnego i przewidziana była do działań w pasie Północnej Grupy Armii.

## Struktura organizacyjna
Organizacja w 1989:
- dowództwo dywizji – Oldenburg
- 31 Brygada Zmechanizowana – Oldenburg-Bümmerstede
- 32 Brygada Zmechanizowana – Schwanewede
- 33 Brygada Pancerna Celle – Celle
- 11 pułk artylerii – Oldenburg-Donnerschwee
- 11 pułk przeciwlotniczy – Achim